# Ordine di Vytautas il Grande
L'Ordine di Vytautas il Grande è un ordine cavalleresco della repubblica lituana. Esso viene conferito automaticamente ai presidenti della Lituania e ai capi di Stato stranieri, così come ai cittadini lituani distintisi al servizio dello Stato.

## Storia
L'Ordine venne istituito nel 1930 per commemorare il V centenario della morte del Granduca lituano Vitoldo (in lituano Vytautas).

## Classi
L'Ordine di Vytautas il Grande è suddiviso in sei classi di benemerenza:
- Classe speciale - Gran Collare
- Gran Croce
- Croce di Commendatore di Gran Croce
- Croce di Commendatore
- Croce di Ufficiale
- Croce di Cavaliere

| Croce di Cavaliere         | Croce di Ufficiale | Croce di Commendatore |
| Commendatore di Gran Croce | Gran Croce         | Gran Collare          |

## Insegne
- La medaglia dell'ordine venne realizzata dall'artista lituano Jonas Burba. Essa è costituita da una croce appuntita a lancia in oro smaltata di bianco avente in centro l'iniziale "V" di Vytautas con lo stemma della Lituania. Il tutto è sormontato dall'antica corona granducale lituana. Sul retro, la croce ha le medesime fattezze del diritto, è smaltata di bianco e riporta le date del regno di Vytautas "1392-1430".
- La placca, spettante unicamente alle classi di Cavaliere di Gran Croce e Commendatore di Gran Croce, è composta da una stella d'argento a nove raggi con al centro un medaglione smaltato di blu riportante una croce appuntita a lancia smaltata di bianco avente in centro l'iniziale "V" di Vytautas con lo stemma della Lituania. Il tutto è sormontato dall'antica corona granducale lituana. La placca viene portata sulla parte sinistra del petto.
- Il nastro è bianco con una striscia arancio per parte.

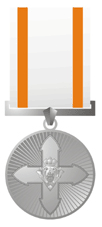
Medaglia
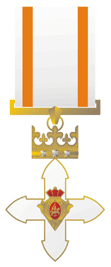
Croce di Cavaliere
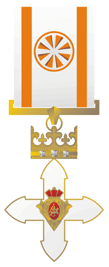
Croce di Ufficiale
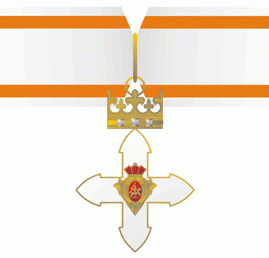
Croce di Commendatore
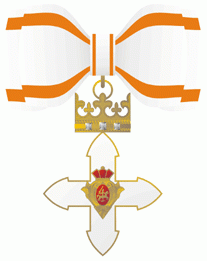
Croce di Commendatore (donna)
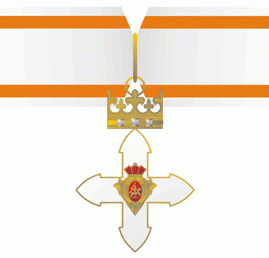
Commendatore di Gran Croce
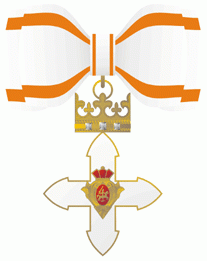
Commendatore di Gran Croce (donna)
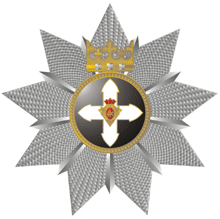
Commendatore di Gran Croce (stella)
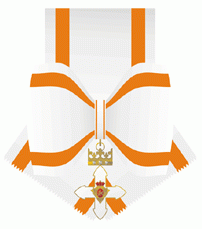
Gran Croce
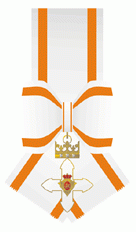
Gran Croce (donna)
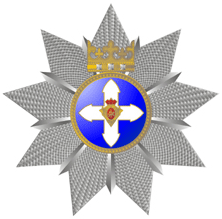
Gran Croce (stella)
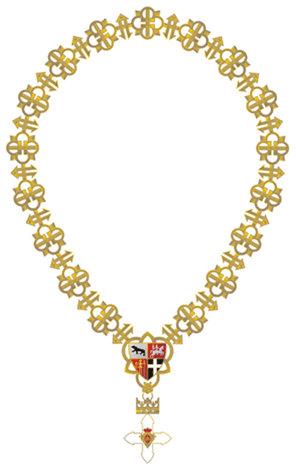
Gran Collare
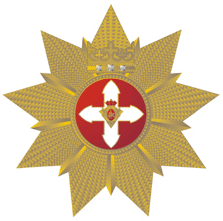
Gran Collare (stella)

## Insigniti notabili del Gran Collare dell'ordine
- Valdas Adamkus, ex presidente della Lituania
- Algirdas Brazauskas, ex presidente della Lituania
- Rolandas Paksas, ex presidente della Lituania
- Vytautas Landsbergis, ex presidente della Lituania
- Arnold Rüütel, presidente dell'Estonia
- Horst Köhler, presidente della Germania
- Aleksander Kwaśniewski, presidente della Polonia
- László Sólyom, presidente dell'Ungheria
- Viktor Juščenko, presidente dell'Ucraina
- Juan Carlos I di Spagna, re di Spagna
- Alberto II del Belgio, re del Belgio
- Elisabetta II d'Inghilterra, regina del Regno Unito
- Akihito, imperatore emerito del Giappone
- Beatrice dei Paesi Bassi, regina dei Paesi Bassi
- Dalia Grybauskaitė, ex presidente della Lituania
- Harald V di Norvegia, re di Norvegia
- Sauli Niinistö, presidente della Finlandia
- Carlo XVI Gustavo di Svezia, re di Svezia
- Guglielmo Alessandro dei Paesi Bassi, re dei Paesi Bassi
- Sergio Mattarella, presidente della Repubblica italiana
- Andrzej Duda, presidente della Polonia
- Gitanas Nausėda, presidente della Lituania
- Volodymyr Zelens'kyj, presidente dell'Ucraina
- Filippo del Belgio, re del Belgio